# Nils Politt
Nils Politt (født 6. marts 1994 i Köln) er en cykelrytter fra Tyskland, der er på kontrakt hos UAE Team Emirates XRG.
Da Politt kørte for Team Katusha-Alpecin, blev han i 2019 nummer to i Paris-Roubaix, mens det også blev til en femteplads i Flandern Rundt.